# Strandiellum
Strandiellum is een monotypisch geslacht van spinnen uit de  familie van de Sparassidae (jachtkrabspinnen).

## Soort
- Strandiellum wilhelmshafeni Kolosváry, 1934